# Münchenbernsdorf
Münchenbernsdorf là một thị xã thuộc huyện Greiz, ở bang Thüringen, Đức. Đô thị này có diện tích km², dân số thời điểm ngày 31 tháng 12 năm 2006 là người. Đô thị này có khoảng cách khoảng 16 km về phía tây nam của Gera.